# Крайновский сельсовет
Крайновский сельсовет — административно-территориальная единица и муниципальное образование со статусом сельского поселения в Кизлярском районе Дагестана Российской Федерации.
Административный центр — село Крайновка.

## Населённые пункты
На территории сельсовета находятся населённые пункты:
1. село Крайновка
2. село (аул) Мангулаул
3. село Коллективизатор
4. село Судоремонтная Техническая Станция
5. село Лопуховка
6. село Ново-Теречное
7. село Суюткино
8. село Красный Рыбак
9. село Новый Бахтемир
10. село Старо-Теречное
11. Село имени Магомеда Гаджиева (не имеет официального статуса)

## Население
| 2002  | 2010  | 2012  | 2013  | 2014  | 2015  | 2016  |
| ----- | ----- | ----- | ----- | ----- | ----- | ----- |
| 2563  | ↘2496 | ↘2484 | ↘2479 | ↗2518 | ↗2536 | ↗2555 |
| 2017  | 2018  | 2019  | 2020  | 2021  | 2023  | 2024  |
| ↗2557 | ↗2579 | ↗2614 | ↘2603 | ↗2838 | ↗2846 | →2846 |
| 2025  |       |       |       |       |       |       |
| ↗2876 |       |       |       |       |       |       |